# Allohelea solidipedalis
Allohelea solidipedalis är en tvåvingeart som först beskrevs av Tokunaga 1963.  Allohelea solidipedalis ingår i släktet Allohelea och familjen svidknott. Inga underarter finns listade i Catalogue of Life.